# Bacillus anthracis

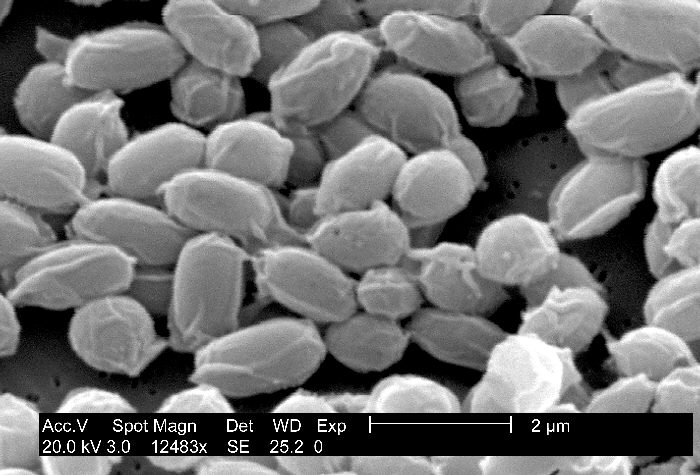
Anthraxsporer

Bacillus anthracis är en sporbildande grampositiv bakterie. Hit räknas bakterier som har en cellvägg uppbyggd med ett tjockt lager peptidoglykan som kan färgas violett med gramfärgning Bacillus anthracis tillhör Bacillus cereus-gruppen som består av sex olika arter: B. anthracis, B. cereus, B. mycoides, B. pseudomycoides, B. thuringiensis och B. weihenstephanensis. Karaktären på Bacillus anthracis kan lätt skiljas från resten av arterna i gruppen genom dess känslighet för penicillin, kapselproduktion, orörlighet, förmåga att bilda ”pärlbandsliknande” kolonier och dess avsaknad av förmåga att hemolysera på blod-agar.
B. antracis är 1–1,2 μm bred och 3–5 μm lång. Bakteriecellerna har karaktäristiskt fyrkantiga ändar.Bacillus anthracis orsakar sjukdomen mjältbrand, som förekommer till största delen hos djur (idisslare) men även hos människor. Bakterien kan användas, och har använts, som biologiskt vapen.

## Livscykel
Bacillus anthracis livscykel består av alternering mellan två stadier, ett fortplantningsstadium och ett sporstadium. I naturen förekommer B. anthracis som  spor. Bakterien omvandlas till spor vid kontakt med syre. I sporstadiet är den metaboliskt vilande och förökar sig inte. Sporerna är mycket resistenta mot förändringar i miljön såsom hög eller låg temperatur, ultraviolett ljus, tryck eller kemikalier. Sporstadiet kan fortgå under lång tid. Bakterien kan ligga i träda i över 100 år och man har visat att den är infektiös i upp till 45 år. Det är dock oklart om Bacillus anthracis kan genomföra en hel livscykel, från spor till fortplantningsstadium, utanför en värdorganism. I värdorganismen lämnar B. anthracis sporstadiet. Övergången från spor till vegetativ bakterie triggas av att receptorer i sporens innermembran binder särskilda aminosyror och purinnukleotider som finns i värdorganismen. Denna signal visar att bakterien befinner sig i en bra miljö och att den då kan lämna det skyddande vilstadiet och börja föröka sig. Alltså övergår B. anthracis till förökningsstadiet när den kommit in i värdorganismen där den då påbörjar en avknoppning och bildar kolonier. Omvandlingen från spor till vegetativ bakterie kan gå mycket fort, är förhållandena rätta kan det ta endast några minuter. Tillväxten av B. anthracis kan pågå upp till 60 dagar. Vissa studier har visat att B. anthracis kan genomgå en full livscykel och avknoppas i växtceller.

## Historisk bakgrund
Robert Koch visade år 1876 att den bakterie som orsakar mjältbrand är Bacillus anthracis. För att komma fram till det resultatet utfördes en mängd olika experiment. Med hjälp av hemgjord utrustning kunde han visa att B. anthracis livslängd utanför en värd var kort men i form av sporer kunde bakterien finnas kvar under lång tid trots ogynnsamma förhållanden. Första steget var att ta bakterier från djur som avlidit i mjältbrand. Bakterierna renodlades från materialet och kunde inplanteras i friska möss. När mössen dog kunde de renodlade bakterierna sedan jämföras med bakterier från andra smittade djur för att bekräfta att det var samma bakterie som var orsaken till utbrottet. Kunde man även smitta friska individer med bakterien stod resultatet utan tvivel. Dessa tester lade grunden för Kochs postulat. Bacillus anthracis är en av de bakterier som Louis Pasteur förespråkade vaccin för.

## Patogenes
Det finns två huvudsakliga virulenta egenskaper hos B. anthracis. I avknoppningstadiet skyddas B. anthracis av en kapsel som motverkar att bakterien dör vid fagocytos. Den andra egenskapen är bakteriens förmåga att bilda tre proteiner som tillsammans är giftiga och dödar värdceller. Var för sig är dessa protein inte giftiga. Dessa två nyckelfaktorer återfinns på två olika plasmider, px01 och px02. Saknas en eller båda av plasmiderna i Bacillus anthracis blir bakterien mindre virulent eller saknar helt förmågan att smitta en värdorganism.

### Vaccin
Vid utvecklande av vaccin mot mjältbrand verkar kaniner och marsvin vara de bästa försöksdjuren då båda arterna reagerar människolikt på giftet från Bacillus anthracis. Dagens vaccin bygger på ett protein kallat PA som återfinns på en av plasmiderna i Bacillus anthracis. PA är ett av de proteiner som gör B anthracis toxiskt. Historiskt har vaccinet provats på 1950-talet genom kliniska tester på gruvarbetare där anthraxinfektioner var vanligt förekommande. I jämförelse med ovaccinerade arbetare förekom sjukdomen mindre ofta. Nu vaccineras i västvärlden endast högriskgrupper såsom militärer och laboratoriepersonal.

## Bacillus anthracisoch människan
Hos människan orsakar Bacillus anthracis mjältbrand som finns i tre varianter. Det är en sjukdom som ger en svårartad infektion (sepsis). Symptomen kan visa sig inom sju dagar efter att en person varit i kontakt med smittan, det gäller för alla tre typer av mjältbrand. Sjukdomen mjältbrand är ovanlig hos människan. De människor som drabbas har ofta varit i kontakt med boskap eller ullprodukter. B. anthracis kan vara dödlig för människor om medicinering inte sätts in i tid. Sjukdomen är numera väldigt sällsynt i Sverige tack vare strikt veterinärkontroll av sjuka djur och noggranna krav på importerad ull. Senaste svenska humana fallet var 1965 då en person i en mattfabrik smittades och avled. I mattfabriken fanns spår av kontaminerad ull. Mjältbrand sprids inte från människa till människa. För att bli smittad krävs kontakt med smittade djur eller inandning av sporer.
Sjukdomen har fått sitt namn efter varhärdens brun-svarta färg (från grekiskans anthracos = kol).

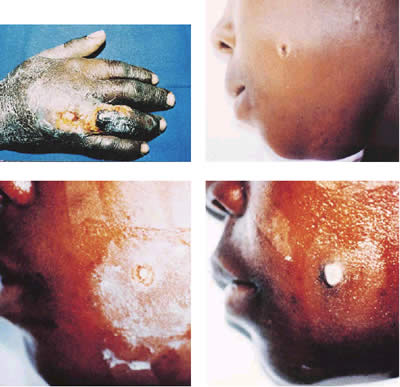
Mjältbrand på huden.

### Mjältbrand på huden
Ungefär 90 % av fallen av mjältbrand är av hudtyp. Den uppstår när sporer kommer in i kroppen genom skadad hud till exempel ett sår. Först uppstår ett djupt sår som varar kraftigt men är förhållandevis smärtfritt. Sedan utvecklas det till en svart sårskorpa av död hud. B. anthracis vandrar från lymfkörtlarna där de sedan vandrar vidare ut i blodet och utvecklar blodförgiftning. Symptomen är lättupptäckta och karaktäriseras av svarta runda sårskorpor och ödem. Vid obehandlad hudsmitta överlever ca 80%.

### Mjältbrand i mag- och tarmkanalen
Mjältbrand i mag-tarmkanalen är extremt ovanligt. Smittan sprids genom dåligt tillagat kött från djur med Bacillus anthracis. Troligtvis passerar bakterien genom ett sår i mag-tarmkanalen och vandrar till lymfsystemet. Symptomen är magsmärta, feber, illamående och kräkningar. Svårigheten att diagnostisera mjältbrand i mag-tarmkanalen gör att dödligheten är hög bland de drabbade.

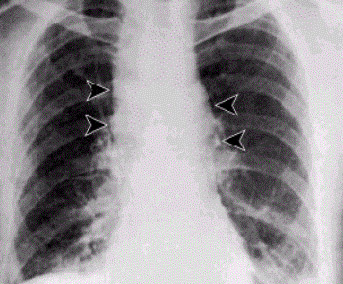
Mjältbrand i lungorna.

### Mjältbrand i lungorna
Den inhalerade formen av antrax räknas som den farligaste. De inandade sporerna från B. anthracis når alveolerna i lungan och blir där fagocyterade av makrofager (en typ av vita blodkroppar). Makrofagerna transporterar Bacillus anthracis-sporerna till lymfknutorna där tillväxt av bakterien sker i upp till 60 dagar. När tillväxten påbörjats framskrider sjukdomen snabbt med utsöndring av toxiner som orsakar ödem och vävnadsdöd. Symptomen är feber, andnöd och lågt blodtryck och lunginflammation. Dödligheten är 100% utan snabb, aggressiv behandling.

#### Behandling
Mjältbrandsbakterier är mycket känsliga mot penicillin. Medicinen som används är antibiotika som till exempel ciprofloxacin, levofloxacin eller penicillin tillsammans med anthraxvaccin. Genmanipulerade bakterier kan vara resistenta mot både penicillin och andra antibiotika.
Antraxvaccin finns tillgängligt, mest för de individer som ligger i riskgruppen. Det framställs av en stam som förlorat sin ena plasmid, men har kvar den som kodar för kapseln. Det gör att bakterien kan framställa en liten mängd toxin vilket får kroppen att tillverka antikroppar mot dessa och på så sätt hindrar att sjukdomen bryter ut i full styrka.

## Bacillus anthracisoch djur
Bacillus anthracis orsakar sjukdomen mjältbrand hos många olika däggdjur men har även upptäckts hos ryggradslösa djur och lägre stående ryggradsdjur såsom maskar, insekter och zebrafiskar. I huvudsak smittar den dock växtätare som äter eller inhalerar sporerna när de betar. Djuren kan också smittas genom att äta kött med sporer av B. anthracis. Hos nötkreatur kan sjukdomen få ett mycket hastigt förlopp där tiden från första symptom tills djuret dör kan vara ett par timmar. När döden inträffat kan man se ej koagulerat blod rinna ur kroppsöppningar. Likstelhet inträffar inte hos de djur som dör av mjältbrand. Mjältbrand är en zoonos, en sjukdom som smittar mellan djur och människa. Sjukdomen finns jorden runt, men kan kontrolleras genom vaccination av djur. På senare år har mjältbrand hos djur rapporterats från många länder. Sjukdomen är speciellt vanlig i Afrika, Asien och Mellanöstern.

## Bacillus anthracissom biologiskt vapen
På grund av sin förmåga att bilda resistenta sporer är B. anthracis en av en handfull möjliga biovapen. Dock krävs en inandad dos på åtminstone 8 000-50 000 endosporer för en infektion att utbryta. Bacillus anthracis användes som biologiskt terrorvapen (se biologiska vapen) som spreds via brev med posten i USA 2001.

## Fotnoter
1. ↑  Erwin Francis Lessel Nomenclature of taxa of the order Actinomycetales (Schizomycetes) 1961. Iowa State University
2. ↑  Reece, J., Urry, L., Cain, M., Wasserman, S., Minorsky, P., Jackson, R., (2011) Campell Biology. 9. uppl. San Francisco: Pearson Education.
3. 1 2 3  Pilo, P., Frey, J., (2011) Bacillus anthracis: Molecular taxonomy, population genetics, phylogeny and patho-evolution. Infection, Genetics and Evolution. 11(6), 1218–1224.
4. 1 2 3 4 5 6 7 8 9 10 11 12  Vilas-Bôas, G.T., Peruca, A.P.S., Arantes, O.M.N., (2007) Biology and taxonomy of Bacillus cereus, Bacillus anthracis, and Bacillus thuringiensis. Canadian Journal of Microbiology. 53(6), 673-687
5. 1 2  Todar, K., (2008-2012) Bacillus anthracis and Anthrax, Todar's Online Textbook of Bacteriology
6. 1 2 3 4 5  Smittskyddsinstitutet,  Mjältbrand Arkiverad 12 juli 2012 hämtat från the Wayback Machine. (Senast uppdaterad: 2012-02-28)
7. 1 2 3 4 5 6 7  Bauman, R. (2012) Mikrobiology with diseases by bodysystem. 3.uppl. San Francisco: Pearson Education
8. 1 2 3 4  Chitlaru, T., Altboum, Z., Reuveny, S., Shafferman, A., (2011) Progress and novel strategies in vaccine development and treatment of anthrax. Immunological Rewiews. 239(1), 221-236
9. 1 2 3  Yang, H., Sikavi, C., Tran, K., McGillivray, S., Nizet, V., Yung, M., Chang, A., Miller, J., (2011) Papillation in Bacillus anthracis colonies: a tool for finding new mutators. Molecular Microbiology. 79(5), 1276-1293
10. 1 2  Schultz, MG., (2011) Robert Koch. Emerging infectious diseases. 17(3), 548-549
11. ↑  Nobelprize.org, "Robert Koch - Biography" (Senast uppdaterad 2012- 05-31)
12. ↑  BBC,  Louis Pasteur Arkiverad 8 december 2013 hämtat från the Wayback Machine. (Senast uppdaterad 2012)
13. ↑  CDC, Anthrax Q & A: Vaccination Arkiverad 15 maj 2012 hämtat från the Wayback Machine. (Senast uppdaterad: 2009-02-02)
14. 1 2  Dan Danielsson (2002) Medicinsk Mikrobiologi: infektionsimmunitet. 6:e uppl. Liber AB
15. ↑  CDC, Anthrax: What You Need To Know Arkiverad 3 maj 2012 hämtat från the Wayback Machine. (Senast uppdaterad 2003-07-31)
16. ↑  Jordbruksverket, Mjältbrand Arkiverad 7 juli 2020 hämtat från the Wayback Machine. (Senast uppdaterad 2020-07-08
17. ↑  CDC, Q & A: Anthrax and Animal Hide Drums Arkiverad 16 maj 2012 hämtat från the Wayback Machine.  (Senast uppdaterad 2009-12-31)